# 塞馬基夫齊 (馬泰伊夫齊市鎮)
48°28′47″N 25°12′21″E / 48.47972°N 25.20583°E
塞马基夫齊（羅馬化：Semakivtsi）是烏克蘭的村落，位於該國西部伊萬諾-弗蘭科夫斯克州，由科洛梅亞區負責管轄，始建於1482年，面積7.79平方公里，2001年人口992，人口密度每平方公里127.3人。